# Diocèse de Farafangana
Le diocèse de Farafangana est un diocèse catholique romain relevant de l'archidiocèse de Fianarantsoa à Madagascar. Il est basé dans la commune de Farafangana et a été érigé en diocèse le 8 avril 1957.
En 2004, la population du diocèse était d'environ 900 000 habitants, dont 7,9 % de catholiques. Il y avait 36 prêtres dans le diocèse, soit un ratio de 1 985 catholiques pour 1 prêtre.

## Ordinaires
- Camille-Antoine Chilouet (en), CM (24 décembre 1957 - 25 novembre 1970)
- Victor Razafimahatratra, SJ (16 janvier 1971 - 10 avril 1976), nommé archevêque de Tananarive (cardinal en 1976)
- Charles-Rémy Rakotonirina (en), SJ (28 octobre 1976 - 6 août 2005)
- Benjamin Marc Balthason Ramaroson (en), CM (26 novembre 2005 - 27 novembre 2013), nommé archevêque d'Antsiranana
- Gaetano Di Pierro (en), SCI (3 mars 2018 - 31 octobre 2024)
- Marcellin Randriamamonjy (de) (31 octobre 2024 - )